# Theodoor Charles Lion Wijnmalen
Theodoor Charles Lion Wijnmalen (Malang, 13 september 1841 - 's-Gravenhage, 14 januari 1895) was directeur van de Koninklijke Bibliotheek.

## Biografie
Dr. Wijnmalen was lid van het patriciaatsgeslacht Wijnmalen en een zoon van mr. Jacob Otto Wijnmalen (1808-1879), procureur-generaal bij het Hooggerechtshof in Nederlands-Indië, en zijn nicht (dochter van diens broer) Theodora Cornelia Wijnmalen (1819-1857). Hij trouwde in 1873 met Johanna Aletta Elisabeth van Pellecom (1847-1914) uit welk huwelijk drie kinderen werden geboren.

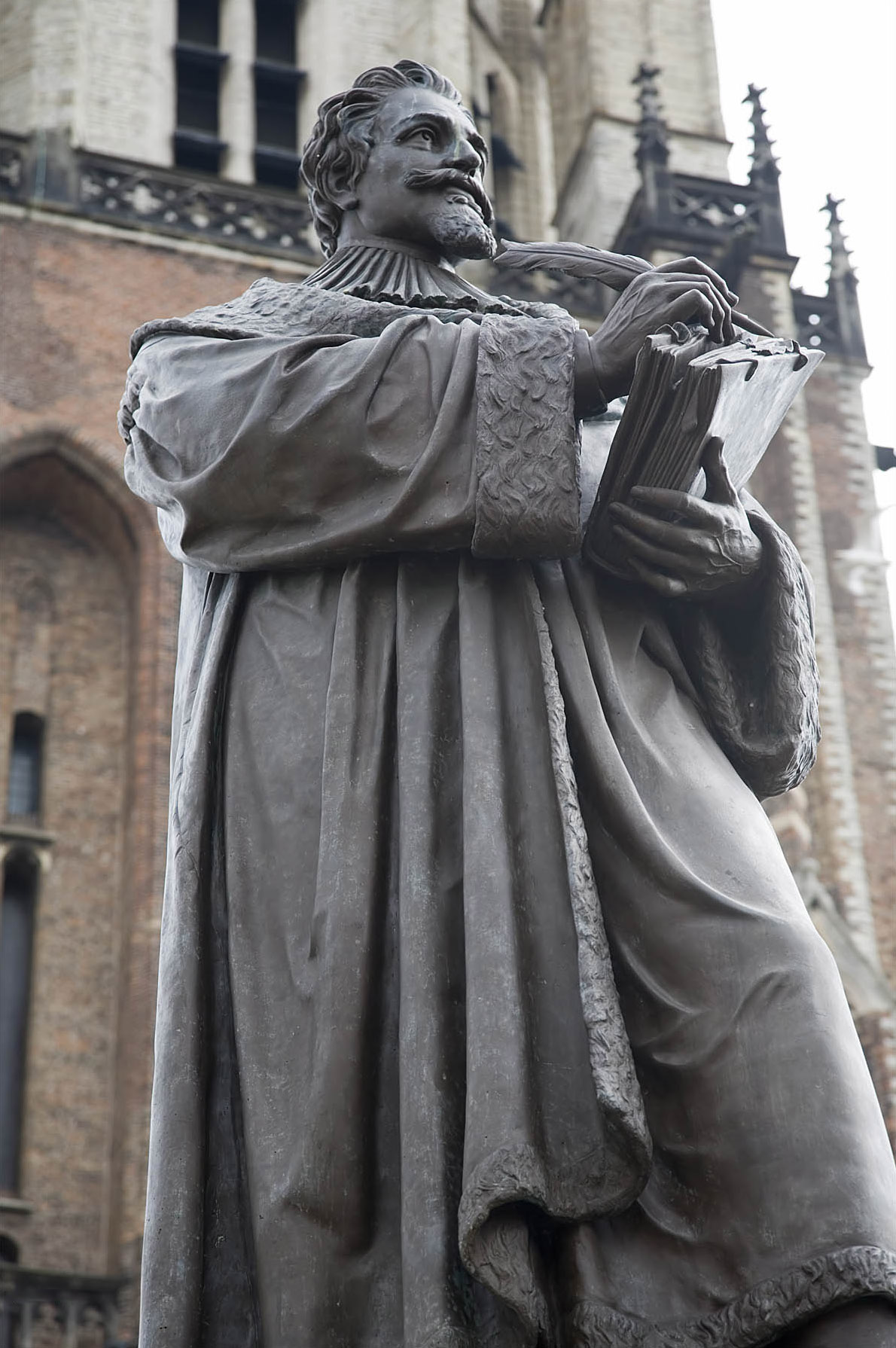
Standbeeld van Hugo de Groot in Delft

Wijnmalen promoveerde in 1865 in de theologie op Pascal als bestrijder der Jezuiten en verdediger des Christendoms. Van 1867 tot 1870 was hij adjunct-secretaris en van 1870 tot 1873 secretaris van de Maatschappij der Nederlandse Letterkunde. In 1869 was hij benoemd tot onderbibliothecaris van de Koninklijke Bibliotheek waar hij in 1890 Marinus Frederik Andries Gerardus Campbell als bibliothecaris opvolgde . Van 1870 tot 1890 was hij tevens custos van Museum Meermanno.
Van 1872 tot 1894 was hij ook secretaris-bibliothecaris van het Koninklijk Instituut voor taal-, land- en volkenkunde van Nederlands-Indië en gedurende lange tijd penningmeester van het Indisch Genootschap . Voorts was hij secretaris van een commissie die zorgde voor de totstandkoming van een standbeeld van Hugo de Groot in Delft, de rechtsgeleerde over wie hij al in 1869 een publicatie het licht deed zien.